# Otto Schade (Ingenieur)
Otto Christian Theodor Max Schade (* 15. Oktober 1891 in Oberweimar (Hessen); † nach 1943) war ein deutscher Schiffbauingenieur und nationalsozialistischer Funktionär.

## Leben
Er war Sohn des Bäckermeisters Karl Schade. Der promovierte Schiffbauingenieur war Mitinhaber einer Elektronikfirma und arbeitete später bei Carl Zeiss in Jena. 1931 trat er in die NSDAP und in das NSKK ein. 1935 wurde er im Gau Sachsen Führer der NSKK-Motorbrigade Leipzig, aus der 1937 nach seiner Beförderung zum Gruppenführer die NSKK-Motorgruppe Leipzig hervorging. Seine Dienststelle hatte in der Otto-Schill-Straße 3/5 in Leipzig ihren Sitz. 1942 erfolgte zusätzlich die Ernennung von Otto Schade zum Inspektor der Reichssportschulen im NSKK. 1943 war er zum NSKK-Obergruppenführer aufgestiegen.
Das von ihm verfasste Manuskript Das Nationalsozialistische Kraftfahrkorps und seine Aufgaben in Krieg und Frieden kam aufgrund des Überfalls auf die Sowjetunion 1941 nicht mehr zum Druck.

## Schriften
- Zwei Jahre Motorbrigade Leipzig, Dürrsche Buchhandlung, Leipzig 1937.
- Das Nationalsozialistische Kraftfahrkorps und seine Aufgaben in Krieg und Frieden (Manuskript), 1941.